# Carl Stalling
Carl Walter Stalling (ur. 10 listopada 1891, zm. 29 listopada 1972) – amerykański kompozytor i aranżer. Skomponował muzykę do kreskówek z serii Looney Tunes i Merry Melodies, wytwórni Warner Bros, oraz Silly Symphonies, Walta Disneya.

## Życiorys
Stalling urodził się i dorastał w Lexington, w stanie Missouri. Zaczął grać na pianinie w wieku 6 lat. Był jednym z najsłynniejszych kompozytorów XX wieku. Jego praca oparta była przede wszystkim na komponowaniu muzyki do filmów animowanych. Pracę rozpoczął w Newman Theatre w Kansas City, gdzie zajmował się akompaniamentem filmów niemych. Wkrótce został zauważony przez grupę Kansan Walt Disney, która zatrudniła go jako dyrektora muzycznego. U Disneya Stalling wymyślił tzw. "tick"... metodę. Urządzenie, które pozwalało zmieniać tempo melodii. W ten sposób muzycy mogli nagrywać zanim kreskówka została narysowana. Carl opuścił Disneya w 1930 i przeszedł do nowo powstającej grupy animacyjnej Warner Brothers. To otworzyło Stallingowi dostęp do wielkiego zbioru popularnych melodii. Wielu twórców czerpie z jego twórczości. Udzielił tylko jednego wywiadu o swojej pracy dla magazynu "Funnyworld".
Po przejściu Stallinga na emeryturę, jego następcą został Milt Franklyn, który współpracował ze Stallingiem od 1930. Stalling zmarł w pobliżu Los Angeles 29 listopada 1972, w wieku 81 lat.